# Bradshaw Peak
Bradshaw Peak är en bergstopp i Antarktis. Den ligger i Östantarktis. Australien gör anspråk på området. Toppen på Bradshaw Peak är 1 640 meter över havet, eller 113 meter över den omgivande terrängen. Bredden vid basen är 1,7 km.
Terrängen runt Bradshaw Peak är kuperad österut, men västerut är den bergig. Trakten är obefolkad. Det finns inga samhällen i närheten. 